# Sawako Ariyoshi
Sawako Ariyoshi (有吉佐和子?, Ariyoshi Sawako; Wakayama, 20 gennaio 1931 – Tokyo, 30 agosto 1984) è stata una scrittrice, drammaturga e regista teatrale giapponese.
Considerata una delle più influenti e importanti scrittrici della letteratura moderna giapponese, è stata definita dallo studioso Mark Weston "la scrittrice che diede voce alle donne silenziose".

## Biografia
Nata nella città di Wakayama, passò la prima infanzia a Osaka. A sei anni si trasferì con i genitori a Soerabaja nelle Indie orientali olandesi (l'odierna isola di Giava). Di fede cattolica, nel 1949 si iscrisse ai corsi di Letteratura e Teatro all'Università Cristiana Femminile di Tokyo, dove si laureò nel 1952. Nel 1959 frequentò per un anno il Sarah Lawrence College di New York e, nello stesso anno, ottenne una borsa di studio per ricercatori alla Fondazione Rockefeller. In seguito, lavorò per una casa editrice, scrisse articoli di giornale, si unì a una compagnia di danza, e scrisse racconti e sceneggiature per il teatro, la televisione e la radio.
Ariyoshi viaggiò molto, raccogliendo materiale per i suoi romanzi seriali sulla vita domestica. Nel 1961, visitò la Cina in compagnia di Katsuichiro Kamei, Yasushi Inoue, Ken Hirano ed Eiji Yoshikawa prima della normalizzazione dei rapporti diplomatici, e venne invitata a tornare in numerose occasioni: in particolare, nel 1965 trascorse sei mesi nel paese per studiare il cattolicesimo, e nel 1978, in occasione del suo quinto viaggio, si unì a una comune per scrivere Resoconto dalla Cina, pubblicato nello stesso anno. Ricevette numerosi premi letterari giapponesi, ed era all'apice della sua carriera quando, il 30 agosto 1984, dopo aver sofferto a lungo di insonnia e affaticamento, morì nel sonno di insufficienza cardiaca. È sepolta nel cimitero di Kodaira.
Nonostante una vita relativamente breve, fu un'autrice prolifica. Pubblicò oltre cento tra racconti, romanzi, testi teatrali, musical e sceneggiature cinematografiche. Nelle sue opere rappresenta importanti problematiche sociali, quali la sofferenza degli anziani, gli effetti dell'inquinamento sull'ambiente naturale e gli effetti dei cambiamenti politici e sociali sulla vita domestica e sui valori del Giappone, soprattutto sulla condizione delle donne. Per la marcata impronta femminista delle sue opere, in Giappone venne spesso paragonata a Simone de Beauvoir, che Ariyoshi ammirava senza riserve.
Ottenne presto un grande successo con alcuni tra i suoi romanzi più celebri, quali Il fiume Ki (1959), penetrante ritratto della vita rurale di tre aristocratiche, madre, figlia e nipote, nella città natale dell'autrice. Non a causa del colore (1964), storia del matrimonio tra una donna giapponese e un soldato afro-americano e del loro trasferimento ad Harlem, è incentrata sul tema del razzismo. Il romanzo storico La moglie di Hanaoka Seishū (1966, uscito in Italia col titolo Kae o le due rivali), considerata la sua opera migliore, tratta del ruolo delle donne giapponesi nel XIX secolo, attraverso la storia della moglie e della madre del dottor Seishu Hanaoka (1760-1835), pioniere nell'uso dell'anestesia.
Con quest'opera, che venne adattata sei volte per la televisione e ventitré per il teatro, l'autrice venne consacrata tra le migliori scrittrici giapponesi del dopoguerra. Il vecchio rimbambito (1972) ritrae la vita di un'avvocatessa che si prende cura del suo anziano patrigno, in punto di morte; all'uscita il romanzo vendette un milione di copie e, tra le opere di Ariyoshi, fu quella che destò maggiore scandalo per il tema trattato.
Contaminazione complessa (1975) è uno studio pionieristico sull'impatto, presente e futuro, dell'inquinamento causato da fertlizzanti chimici, detergenti, coloranti cancerogeni, gas di scarico delle automobili e altri fattori inquinanti. Resoconto dalla Cina (1978), scritto in occasione del suo quinto viaggio nel paese, è incentrato sulle devastazioni della rivoluzione culturale in campagna e sull'inquinamento delle metropoli.
In Isole del Giappone - Passato e presente (1981) narra un suo viaggio, tra le altre, alle isole Senkaku, tuttora parte del territorio giapponese, ma reclamate dalla Cina.
Non mancano tuttavia opere incentrate sulla storia giapponese e sull'arte classica nipponica, quali Fiori e incenso (1962), romanzo incentrato sul mondo segreto delle geisha, Vita di un fiore (1958) e Izumo no Okuni (1969) biografie romanzate della scrittrice Fumiko Hayashi e dell'omonima danzatrice inventrice del teatro kabuki. 
In Giappone, molte sue opere sono state adattate al cinema e alla televisione. Il suo stile ha influenzato le scrittrici giapponesi contemporanee di romanzi gialli, quali Natsuo Kirino, nell'enfasi posta sulla vita privata delle protagoniste femminili.

## Opere
- Vita di un fiore (花のいのち - Hana no inochi, 1958)
- Il fiume Ki (紀ノ川 - Kinokawa, 1959)
- Fiori e incenso (香華 - Kōge, 1962)
- Diario di Puerto Rico (ぷえるとりこ日記 - Pueruto Rico no Nikki, 1964)
- Un filo (一の糸 - Ichi no ito, 1964)
- Non a causa del colore (非色 - Hishoku, 1964)
- La moglie di Hanaoka Seishū (華岡青洲の妻 - Hanaoka Seishū no tsuma, 1966)
- Musica per shamisen (地唄 - Jiuta,1967). Raccolta di racconti:
  - Musica per shamisen (地唄 - Jiuta, 1956)
  - Il ventaglio bianco (白い扇 - Shiroi ōgi, 1957)
  - La morte di Kiyu (希夢の死 - Kiyu no shi, 1962)
- Il tempo della diffidenza (不信のとき - Fushin no toki, 1967)
- Izumo no Okuni (出雲の阿国 - Izumo no Okuni, 1969)
- Il vecchio rimbambito (恍惚の人 - Kōkotsu no hito, 1972)
- Contaminazione complessa (複合汚染 - Fukugō osen, 1975)
- Sua maestà la principessa Kazu (和宮様御留 - Kazu no miyasama otome, 1978). Romanzo vincitore, nel 1978, del 20º premio Mainichi per le arti.
- Resoconto dalla Cina (有吉佐和子の中国レポート - Ariyoshi Sawako no Chūgoku repōto, 1978)
- Isole del Giappone - Passato e presente (日本の島々、昔と今 - Nihon no shimajima - Mukashi to ima, 1981)

### Traduzioni italiane
- Kae o le due rivali (華岡青洲の妻 - Hanaoka Seishū no tsuma, lett. La moglie di Hanaoka Seishū, 1966), trad. di Lydia Origlia, Jaca Book (1986)
- Il fiume Ki (紀ノ川 - Kinokawa, 1959), trad. di Lydia Origlia, Jaca Book (1989)